# Женская сборная Болгарии по софтболу
Женская национальная сборная Болгарии по софтболу — представляет Болгарию на международных софтбольных соревнованиях. Управляющей организацией является Федерация бейсбола и софтбола Болгарии (англ. Bulgarian Baseball and Softball Federation).

## Результаты выступлений

### Чемпионаты Европы
| Год        | Победы         | Поражения      | Место          |
| ---------- | -------------- | -------------- | -------------- |
| 1979—1999  | не участвовали | не участвовали | не участвовали |
| 2001       |                |                | 16             |
| 2003       | 1              | 7              | 18             |
| 2005       | 3              | 6              | 15             |
| 2007       | 2              | 4              | 16             |
| 2009       |                |                | 16             |
| 2011       | 3              | 4              | 13             |
| 2013—2015  | не участвовали | не участвовали | не участвовали |
| 2017       | 4              | 6              | 19             |
| 2019       | не участвовали | не участвовали | не участвовали |
| 2021       | 3              | 5              | 15             |
| 2022—н. в. | не участвовали | не участвовали | не участвовали |